# Jennifer Lynch
Jennifer Chambers Lynch, född 7 april 1968 i Philadelphia, Pennsylvania, är en amerikansk filmregissör och manusförfattare, dotter till filmregissören David Lynch och konstnären Peggy Lynch. Hon skrev Twin Peaks-spinoff-boken The Secret Diary of Laura Palmer och har bland annat regisserat den kontroversiella filmen Boxing Helena.

## Filmografi
Enligt IMDb.
Regi
- 1993 – Boxing Helena
- 2008 – Surveillance
- 2010 – Hisss

Manus
- 1993 – Boxing Helena
- 2008 – Surveillance
- 2009 – Sky Drops (kortfilm)
- 2010 – Hisss